# Wilhelm Kubitschek
Wilhelm Kubitschek (Presburgo, 28 giugno 1858 – Vienna, 2 ottobre 1936) è stato uno storico, archeologo, numismatico ed epigrafista austriaco.

## Biografia
Kubitschek ottenne l'Abitur nel 1875 all'Akademisches Gymnasium a Vienna; dopo seguì all'Università di Vienna, all'interno del neo-costituito dipartimento di archeologia ed epigrafia, i corsi di archeologia classica, storia antica, filologia classica ed epigrafia. Tra i suoi maestri all'università ci sono Otto Benndorf e Otto Hirschfeld. Nel 1879 sostenne l'esame per l'insegnamento e nel 1881 ottenne il dottorato.
Poi rimase inizialmente per un semestre presso la Humboldt-Universität zu Berlin sotto Theodor Mommsen e lavorò fino al 1896 come docente di ginnasio a Oberhollabrunn e Vienna. In questi anni viaggiò per lavoro nel 1883/84 in Italia e nel 1893 in Asia Minore.
Dopo l'abilitazione all'insegnamento nel 1887 nella disciplina storia antica, passarono nove anni, finché nel 1896 fu chiamato alla cattedra di Storia antica presso la Università di Graz. Un anno più tardi si spostò a Vienna come curatore del Gabinetto numismatico imperiale del Kunsthistorisches Museum e ottenne, accanto a questa attività, quella di docente di archeologia romana, epigrafia e numismatica presso l'Università di Vienna. Nel 1903 Kubitschek fu nominato Capo della Commissione Centrale per lo studio e la conservazione dei monumenti artistici e storici e assunse la direzione dell'annuario e del bollettino informativo. Già l'anno successivo ottenne la nomina di conservatore generale dei monumenti antichi dell'Austria. Il suo insegnamento nel 1905 fu trasformato in una cattedra straordinaria. Dal 1910 al 1916 fu direttore della raccolta imperiali di monete e medaglie. Dopo che nel 1916 Eugen Bormann divenne professore emerito, a Kubitschek fu affidata, come suo successore, la cattedra di storia antica. Nel 1929 divenne professore emerito.

## Contributi
Kubitschek trattò nella sua tesi le tribù romane e sullo stesso argomento scrisse l'opera fondamentale  Imperium Romanum tributim discriptum, pubblicato a Praga nel 1889.
Nei suoi viaggi raccolse e rielaborò numerose iscrizioni. Si è anche interessato dei siti del Mediterraneo orientale e della cronologia antica. Ha così compilato il Grundriß der antiken Chronologie (Basi della cronologia antica) nell'Handbuch der Altertumswissenschaft. Kubitschek è stato inoltre un conoscitore eccezionale di numismatica e ha dato contributi importanti per lo studio della Vienna romana.
Kubitschek fu dal 1904 corrispondente e dal 1918 membro ordinario della Österreichische Akademie der Wissenschaften di Vienna.
Nel 1923 gli fu assegnata la Medaglia della Royal Numismatic Society e nel 1934 la Archer M. Huntington Medal della American Numismatic Society.